# Ctenobelba serrata
Ctenobelba serrata är en kvalsterart som beskrevs av Sandór Mahunka 1964. Ctenobelba serrata ingår i släktet Ctenobelba och familjen Ctenobelbidae. Inga underarter finns listade i Catalogue of Life.